# كفر إبراهيم يوسف
قرية كفر إبراهيم يوسف هي إحدى القرى التابعة لمركز ميت غمر في محافظة الدقهلية في جمهورية مصر العربية. حسب إحصاءات سنة 2006، بلغ إجمالي السكان في كفر إبراهيم يوسف 822 نسمة، منهم 429 رجل و393 امرأة.